# Deuterixys carbonaria
Deuterixys carbonaria är en stekelart som först beskrevs av Wesmael 1837.  Deuterixys carbonaria ingår i släktet Deuterixys och familjen bracksteklar. Inga underarter finns listade i Catalogue of Life.